# Wiślica (gemeente)
De gemeente Wiślica is een landgemeente in het Poolse woiwodschap Święty Krzyż, in powiat Buski.
De zetel van de gemeente is in Wiślica.
Op 30 juni 2004 telde de gemeente 5793 inwoners.

## Oppervlakte gegevens
In 2002 bedroeg de totale oppervlakte van gemeente Wiślica 100,58 km², waarvan:
- agrarisch gebied: 85%
- bossen: 3%

De gemeente beslaat 10,4% van de totale oppervlakte van de powiat.

## Demografie
Stand op 30 juni 2004:
| Omschrijving                   | Totaal | Totaal | Vrouwen | Vrouwen | Mannen | Mannen |
| ------------------------------ | ------ | ------ | ------- | ------- | ------ | ------ |
| eenheid                        | aantal | %      | aantal  | %       | aantal | %      |
| inwoners                       | 5793   | 100    | 2925    | 50,5    | 2868   | 49,5   |
| bevolkingsdichtheid (inw./km²) | 57,6   | 57,6   | 29,1    | 29,1    | 28,5   | 28,5   |

In 2002 bedroeg het gemiddelde inkomen per inwoner 1177,08 zł.

## Aangrenzende gemeenten
Busko-Zdrój, Czarnocin, Nowy Korczyn, Opatowiec, Pińczów, Złota